# Angelo Geißen
Angelo Geißen ist ein deutscher Numismatiker.

## Leben
Nach dem Abitur 1961 am Wilhelm-Dörpfeld-Gymnasium in Wuppertal-Elberfeld studierte er von 1961 bis 1967 Klassische Philologie, Papyrologie, Byzantinistik, Klassische Archäologie, Alte Geschichte, Philosophie und Pädagogik an der Universität zu Köln, wo er 1967 in Klassischer Philologie (bei Hellfried Dahlmann und Reinhold Merkelbach) und Byzantinistik (bei Berthold Rubin) zum Dr. phil. promoviert wurde. Von 1968 bis 1969 spezialisierte er sich in Numismatik, lateinischer Epigraphik und provinzialrömische Archäologie an der Universität Frankfurt (bei Konrad Kraft, Aladár Radnóti und Maria R.-Alföldi). 1969 wurde er wissenschaftlicher Mitarbeiter/Assistent von Konrad Kraft ebenda. 1970 setzte er die Spezialisierung durch Studium der Numismatik und griechischen Epigraphik an der École pratique des hautes études, am Collège de France und am Cabinet des Médailles der Bibliothèque nationale de France fort (bei Louis Robert und Georges Le Rider). Von 1970 bis 1972 war er wissenschaftlicher Mitarbeiter als Stipendiat der DFG, Gerda Henkel- und Fritz Thyssen-Stiftung bei Reinhold Merkelbach am Institut für Altertumskunde der Universität zu Köln, wo er 1972 zum Akademischen Rat und Kustos der Münzsammlung, 1974 zum Akademischen Oberrat und 2003 zum Akademischen Direktor ernannt wurde. In den Ruhestand wurde er 2006 versetzt und er hatte zeitweise Lehraufträge für Antike Numismatik.
Seine Forschungsschwerpunkte sind Numismatik der römischen Kaiserzeit: Ägypten und Kleinasien, Fortführung des Projektes Die alexandrinischen Münzen als Quelle für die Religionsgeschichte, Wirtschafts- und Sozialgeschichte sowie Religions- und Kulturgeschichte der Antike, Ikonographie und Rezeption antiker Bildmotive und Selbstdarstellung von Eliten.
Er ist Mitglied der American Numismatic Society (New York), Archäologische Gesellschaft (Köln), Association Internationale de Papyrologues (Brüssel), Bayerische Numismatische Gesellschaft (München), Association Égyptologique Reine Elizabeth (Brüssel), Schweizerische Numismatische Gesellschaft (Zürich/Bern), Société Française de Numismatique (Paris) und des Comitato Scientifico der Rivista Italiana di Numismatica e Scienze Affini (Milano).

## Schriften (Auswahl)
- Der Septuaginta-Text des Buches Daniel, Kap. 5–12, zusammen mit Susanna, Bel et Draco sowie Esther, Kap. 1,1a – 2,15 nach dem Kölner Teil des Papyrus 967 (= Papyrologische Texte und Abhandlungen. Band 5). Habelt, Bonn 1968, OCLC 889329666 (zugleich Dissertation, Köln 1967).
- Katalog alexandrinischer Kaisermünzen der Sammlung des Instituts für Altertumskunde der Universität zu Köln.
  - Band 1. Augustus – Trajan (Nr. 1 – 740) (= Papyrologica Coloniensia. Band 5, 1). Westdeutscher Verlag, Opladen 1983, ISBN 3-531-09905-1.
  - Band 2. Hadrian – Antoninus Pius. (Nr. 741 – 1994) (= Papyrologica Coloniensia. Band 5, 2). Westdeutscher Verlag, Opladen 1978, ISBN 3-531-09908-6.
  - Band 3. Marc Aurel – Gallienus. (Nr. 1995 – 3014) (= Papyrologica Coloniensia. Band 5, 3). Westdeutscher Verlag, Opladen 1982, ISBN 3-531-09916-7.
  - mit Wolfram Weiser: Band 4. Claudius Gothicus – Domitius Domitianus. Gau-Prägungen, anonyme Prägungen, Nachträge, Imitationen, Bleimünzen. (Nr. 3015 – 3627) (= Papyrologica Coloniensia. Band 5, 4). Westdeutscher Verlag, Opladen 1983, ISBN 3-531-09917-5.
- mit Thomas Ganschow und Ralf H. Althoff: Griechische Münzen und ihr Umfeld: Der mittlere Orient – von Persien bis Baktrien – und Nordafrika mit Alexandria (= Sammlung Köhler-Osbahr. Band 3, 4). Kultur- und Stadthistorisches Museum, Duisburg 2011, ISBN 978-3-89279-675-6.
- mit Manfred Weber: Die alexandrinischen Gaumünzen der römischen Kaiserzeit. Die ägyptischen Gaue und ihre Ortsgötter im Spiegel der numismatischen Quellen (= Studien zur spätägyptischen Religion. Band 11). Harrassowitz, Wiesbaden 2013, ISBN 978-3-447-06846-8.